# Francisco Marcos Pelayo
Francisco Marcos Pelayo (Cuenca, 8 de marzo de 1888-Madrid, 7 de agosto de 1946) fue un destacado jurista y catedrático español, especializado en derecho procesal que llegó a ser miembro del Tribunal de Garantías Constitucionales durante la República.

## Biografía
Fue catedrático de Derecho en las universidades de Salamanca, Oviedo, Sevilla, Valencia y La Laguna. Fue vocal del Tribunal de Garantías Constitucionales. Al estallar la Guerra Civil se encontraba como profesor en La Laguna, siendo sometido a depuración política por la Comisión de Cultura y Enseñanza de la Junta Técnica del Estado y separado de la cátedra en 1937. Detenido y condenado por auxilio a la rebelión, falleció preso. Un año más tarde, fue rehabilitado.